# 536 (tal)
536 är det naturliga heltal som följer 535 och följs av 537.

## Matematiska egenskaper
- 536 är ett jämnt tal.
- 536 är ett sammansatt tal.
- 536 är ett glatt tal.

## Inom vetenskapen
- 536 Merapi, en asteroid.